# De vruchtenmakers
De vruchtenmakers is het 56ste stripverhaal van Jommeke. De reeks wordt getekend door striptekenaar Jef Nys.

## Personages
- Jommeke
- Flip
- Filiberke
- Theofiel
- Marie
- professor Gobelijn
- kleine rollen : Pekkie, Annemieke, Rozemieke, Choco, Charlotte, inwoners Zonnedorp, ...

## Verhaal
Marie laat een palmboom in haar tuin planten, maar Filiberke zaagt die per ongeluk om tot grote ontsteltenis van Marie. Jommeke roept de hulp van professor Gobelijn in om de boom te herstellen. De professor vindt een houtgroiemiddel uit waarbij doorgezaagde bomen door een spuit terug aan elkaar groeien. Een dag later blijkt echter dat de bomen door het middel enorm groeien. Jommeke denkt dat dit middel het middel is tegen luchtvervuiling omdat alle planten en bomen groter zullen worden. De professor maakt van het middel een gas dat Jommeke en de professor in Zonnedorp rondspuiten. De volgende dag blijkt dat alle bomen en planten enorm gegroeid zijn, net als de vruchten die er aan hangen.
Enkele dagen later blijkt echter dat het middel ook de mensen aantast. Op het hoofd van de mensen begint een tak of plant te groeien. Dit leidt na de schok tot heel wat hilarische toestanden. Jommeke en de professor zijn niet aangetast omdat ze een gasmasker droegen. Theofiel heeft een appelboom op zijn hoofd, Marie een palmboom die haar alle zicht ontneemt, Filiberke een perenboom en de Miekes kregen bloemen, terwijl Choco een bananenboom op zijn kop krijgt. De professor zoekt wekenlang naar een middel om de mensen te genezen, maar resultaat blijft uit. Afzagen gaat niet omdat er zenuwen in de takken gegroeid zijn. Op een bepaald moment beginnen de bladeren uit te vallen en is er hoop, maar dan blijkt dat het gewoon de herfst is en de takken opnieuw bot krijgen. Na weken vindt de professor eindelijk een tegenmiddel dat rondgespoten wordt. De planten vallen af en de bomen krimpen weer tot normale grootte.

## Achtergronden bij dit verhaal
- Jommeke woont in Zonnedorp. Het is een journalist die bericht over een uit de hand gelopen experiment van professor Gobelijn. Hij maakt als eerste gebruik van de naam Zonnedorp.
- Dit is een klassiek album rond een uitvinding van de professor waarbij de mensen van Zonnedorp het slachtoffer worden van een fout van de professor. Dit thema kwam eerder al voor in Het staartendorp en "Neuzen bij de vleet".
- Dit is het eerste album sinds lange tijd waarin Jommekes ouders een rol van betekenis spelen.